# استفن هندشا
استفن هندشا (انگلیسی: Steffen Handschuh؛ زادهٔ ۲۶ آوریل ۱۹۸۰) بازیکن فوتبال اهل آلمان است.
از باشگاه‌هایی که در آن بازی کرده‌است می‌توان به باشگاه فوتبال اشتوتگارت اشاره کرد.
وی همچنین در تیم ملی فوتبال جوانان آلمان بازی کرده‌است.